# Joan Roig Diggle
Joan Roig Diggle (12. května 1917, Barcelona – 11. září 1936, Santa Coloma de Gramenet) byl španělský římský katolík, zavražděný během španělské občanské války. Katolická církev jej uctívá jako blahoslaveného mučedníka.

## Život
Narodil se v Barceloně dne 12. května 1917 rodičům Ramonovi Roig i Fontovi  a Maud Diggle Puckering. Jeho matka měla britské předky.
V letech 1920–1927 se vzdělával u Piaristů, později, v letech 1927–1934 u blahoslavených Ignasi Casanovas i Perramon a Francesc Carceller i Galindo. Roku 1924 přijal první svaté přijímání. Nedlouho poté se s rodiči přestěhoval do El Masnou, neboť jeho otec přišel v hlavním městě o práci. Zde musel kromě studia také pracovat. Spřátelil se zde s bl. Pere Tarrés Claret, a to ještě před jeho kněžským svěcením. Každý den docházel na bohoslužbu.
Dne 6. března 1936 zaslal do časopisu Flama článek, ve kterém odsuzoval fašismus a komunismus, který rozpoutal španělskou občanskou válku. Během ní se vroucně modlil za její ukončení a zmírnění utrpení svého národa. Na jeho žádost mu byly svěřeny proměněné hostie, které doma uchovával a roznášel nemocným a lidem ukrývajícím se před tehdejším režimem.
Dne 10. září 1936 zaklepali na jeho dům milicionáři, kteří ho chtěli zatknout. Jeho matka jim otevřela a chvíli je rozptylovala, zatímco přijímal všechny své proměněné hostie, aby se nedostaly do nepovolaných rukou. Následně byl zatčen a odveden. Zastřelen byl druhý den v brzkých ranních hodinách ve městě Santa Coloma de Gramenet. Jeho ostatky byly nalezeny a pohřbeny roku 1938.

## Úcta
Jeho beatifikační proces započal dne 4. října 1993, čímž obdržel titul služebník Boží. Dne 2. října 2019 podepsal papež František dekret o jeho mučednictví, čímž odstranil poslední bariéru pro jeho blahořečení.
Blahořečen pak byl dne 7. listopadu 2020 v katedrále Sagrada Família v Barceloně. Obřadu předsedal jménem papeže Františka kardinál Juan José Omella.
Jeho památka je připomínána 11. září.